# Lophosia exquisita
Lophosia exquisita är en tvåvingeart som först beskrevs av Malloch 1931.  Lophosia exquisita ingår i släktet Lophosia och familjen parasitflugor. Inga underarter finns listade i Catalogue of Life.